# Fundusz rozwoju przetwórstwa rolno-spożywczego w gminach
Fundusz rozwoju przetwórstwa rolno-spożywczego w gminach – celowo gromadzone środki finansowe istniejące w latach 1978–1983, tworzone w Centralnym Związku Spółdzielni  Rolniczych „Samopomoc Chłopska”, mający na celu zapewnienie warunków dalszego rozwoju i finansowanie budowy, rozbudowy i modernizacji zakładów przetwórstwa rolno-spożywczego.

## Ustanowienie Funduszu
Na podstawie uchwały Rady Ministrów z 1978 r. w sprawie utworzenia w Centralnym Związku Spółdzielni Rolniczych  "Samopomoc Chłopska" funduszu rozwoju przetwórstwa rolno-spożywczego w gminach ustanowiono Fundusz.

## Tworzenie Funduszu
Fundusz tworzony był z odpisów z zysku spółdzielni i związków spółdzielni zrzeszonych w Centralnym Związku Spółdzielni Rolniczych „Samopomoc Chłopska”, w wysokości  0,4% wartości skupu oraz z dobrowolnych wpłat dostawców produktów rolnych.
Środki funduszu gromadzone były na odrębnym rachunku w Banku Gospodarki Żywnościowej.

## Przeznaczenie Funduszu
Środki finansowe przeznaczone były na finansowanie budowy, rozbudowy i modernizacji zakładów przetwórstwa rolno-spożywczego, a w szczególności:
- przetwórni owoców i warzyw,
- suszarni owoców,
- zlewni i punktów schładzania mleka,
- piekarni,
- zakładów przetwórstwa mięsnego,
- wytwórni napojów bezalkoholowych.

Ze środków funduszy mogły być finansowanie drobne inwestycje o wartości kosztorysowej nie przekraczającej 10 mln zł, wykonywane systemem gospodarczym na podstawie  dokumentacji uproszczonej, przy maksymalny  wykorzystaniu miejscowych materiałów budowlanych.
Zadania inwestycyjne mogły być wykonywane ponad nakłady inwestycje określone dla Centralnym Związku Spółdzielni Rolniczych „Samopomoc Chłopska” przyjęte w uchwale o narodowym planie społeczno-gospodarczym.
Decyzje w sprawie wykorzystania środków funduszu podejmował Zarząd Główny Centralnym Związku Spółdzielni Rolniczych „Samopomoc Chłopska” na podstawie wniosków naczelników gmin i zarządów spółdzielni.
Nie wykorzystane środki funduszu przechodziły na rok następny.

## Zniesienie funduszu
Na podstawie uchwały Rady Ministrów z 1983 r. w sprawie utraty mocy obowiązującej niektórych uchwał Rady Ministrów i Prezydium Rządu, ogłoszonych w Monitorze Polskim zlikwidowano Fundusz.